# بيت الأفعى (فلم)
|الرمز=
}}
بيت الأفعى (بالإنجليزية: The Snake Pit) هو فيلم دراما تم إنتاجه في الولايات المتحدة وصدر في سنة 1948.

## الميزانية والإيرادات
حقق أرباحا تقدر بـ 4.1 مليون دولار (/Canada rentals)}}.

### ترشيحات وجوائز
| السنة | الحدث  | الفئة     | النتيجة |
| ----- | ------ | --------- | ------- |
|       | أوسكار | أفضل فيلم | ترشـيـح |

## وصلات خارجية
- بيت الأفعى على موقع IMDb (الإنجليزية)
- بيت الأفعى على موقع ميتاكريتيك (الإنجليزية)
- بيت الأفعى على موقع الموسوعة البريطانية (الإنجليزية)
- بيت الأفعى على موقع روتن توميتوز (الإنجليزية)
- بيت الأفعى على موقع نتفليكس (الإنجليزية)
- بيت الأفعى على موقع ألو سيني (الفرنسية)
- بيت الأفعى على موقع Turner Classic Movies (الإنجليزية)
- بيت الأفعى على موقع أول موفي (الإنجليزية)
- بيت الأفعى على موقع فيلمافينيتي (الإسبانية)
- بيت الأفعى على موقع قاعدة بيانات الأفلام السويدية (السويدية)